# Julie Restifo
Julie Restifo  (New York, Egyesült Államok, 1958. július 31. –) amerikai születésű venezuelai színésznő.

## Élete
Julie Restifo 1958. július 31-én született New Yorkban. Karrierjét 1989-ben kezdte. 2002-ben Juaca Leal szerepét játszotta a Júdás asszonya című sorozatban. 2009-ben Josefinát alakította a Határtalan szerelemben. 2010-ben megkapta Antonella szerepét a La mujer perfecta című telenovellában.
Férje Javier Vidal, színész. Két gyermekük van.

## Filmográfia
| Cím                                        | Év   | Szerep                       |
| ------------------------------------------ | ---- | ---------------------------- |
| La virgen de la calle                      | 2014 | Lucia de Rivas               |
| Mi ex me tiene ganas                       | 2012 | Fiscal Clara Sotillo         |
| La mujer perfecta                          | 2010 | Antonella Montiel            |
| Határtalan szerelem (Si me miran tus ojos) | 2009 | Josefina Temple de Salaverry |
| Son de la calle                            | 2009 | Cristina                     |
| Y los declaro marido y mujer               | 2006 | Lucía Mujica de Spert        |
| Mujer con pantalones                       | 2005 | Cristina Galué de Torrealba  |
| La Cuaima                                  | 2003 | Arminda Rovaina de Cáceres   |
| Júdás asszonya (La mujer de Judas)         | 2002 | Joaquina "La Juaca" Leal     |
| Rosa, un delirio                           | 2002 |                              |
| Viva la Pepa                               | 2001 | Josefa "Pepa" Lunar          |
| La mágica aventura de Óscar                | 2000 |                              |
| Hay amores que matan                       | 2000 | Emma de Castro-León          |
| Carita pintada                             | 1999 | Conchetta de Rossi           |
| Aunque me cueste la vida                   | 1998 | Bélgica Michelena            |
| La llaman Mariamor                         | 1996 | Mara                         |
| Rosa de Francia                            | 1995 |                              |
| Entrega total                              | 1995 |                              |
| Pedacito de cielo                          | 1994 |                              |
| La loba herida                             | 1992 | Eva Rudel del Castillo       |
| Río Negro                                  | 1991 |                              |
| María María                                | 1990 | Regina                       |
| Emperatriz                                 | 1990 | Alma Rosa Corona             |
| Cinco de chocolate y una de fresa          | 1990 |                              |
| Coplan                                     | 1989 | Jefe de Servicios Secretos   |
|                                            | 1986 |                              |
| Más allá del silencio                      | 1985 |                              |
| Azucena                                    | 1984 | Brenda Mirabal               |
| Homicidio culposo                          | 1983 | Alicia barátnője             |